# La Arena, Oaxaca
La Arena är en ort i Mexiko.   Den ligger i kommunen Santo Domingo Teojomulco och delstaten Oaxaca, i den sydöstra delen av landet, 400 km sydost om huvudstaden Mexico City. La Arena ligger 739 meter över havet och antalet invånare är 273.
Terrängen runt La Arena är huvudsakligen kuperad, men norrut är den bergig. Runt La Arena är det glesbefolkat, med 8 invånare per kvadratkilometer. Närmaste större samhälle är El Arador, 14,1 km öster om La Arena. I omgivningarna runt La Arena växer huvudsakligen savannskog.